# Chelsea (Manhattan)
El barrio de Chelsea se localiza en el lado oeste de Manhattan, Nueva York. Se encuentra al sur de Hell's Kitchen y el Garment District. Su límite al sur es la calle 14 Oeste. Chelsea se encuentra inscrito como un Distrito Histórico en el Registro Nacional de Lugares Históricos desde el 6 de diciembre de 1977.  

## Historia
Chelsea toma su nombre de la casa estilo Federal que fue el lugar de nacimiento de Clement Clarke Moore, a quien se le atribuye la autoría del libro "A Visit From St. Nicholas". Chelsea estuvo rodeada de jardines entre las avenidas Novena y Décima, al sur de la calle 23, luego, a mitad del siglo XIX se inició la construcción de edificios residenciales.
London Terrace, en la calle 23 entre la avenida Novena y Décima, fue el edificio de apartamentos más grande de Nueva York cuando se construyó y uno de los más grandes del mundo cuando abrió sus puertas en 1930. Este contaba con piscina, solárium, gimnasio y porteros vestidos como guardias ingleses.
Tradicionalmente Chelsea tenía como límite la Octava Avenida, pero en 1833 el edificio de apartamentos que luego fue conocido como el Hotel Chelsea ayudó a que se extiendiera hasta la Séptima Avenida. Actualmente llega hasta Broadway. El vecindario es eminentemente residencial. Chelsea tiene una gran población homosexual, asimismo se está haciendo una fama como el distrito de las galerías de arte.
Chelsea estuvo en la picota de la información de espectáculos cuando Sid Vicious (miembro del grupo de rock Sex Pistols) fue acusado del asesinato de su pareja, Nancy Spungen, el 12 de octubre de 1978 mientras se encontraban alojados en el Hotel Chelsea. El hotel también le debe algo de su fama a Leonard Cohen, quien escribió una canción con su nombre en 1967. Andy Warhol filmó Chelsea Girls en el hotel y Jon Bon Jovi grabó el video de su canción "Midnight in Chelsea", de su trabajo como solista Destination Anywhere.
Con el nuevo siglo, desde el año 2000 aproximadamente, esta zona se ha convertido en el lugar por excelencia de las galerías de arte contemporáneo y estudios de artistas. Desde los años 70, los artistas y galeristas se concentraron al sur de la isla, lo que denominaron Soho, y en sus grandes naves y almacenes crearon imponentes lofts que transformaron radicalmente el barrio, pero posteriormente lo invadieron las tiendas de moda y restaurantes, los inmuebles se encarecieron desorbitadamente y el sector del arte buscó una nueva localización y se asentaron en Chelsea transformando naves y almacenes  en grandes lugares donde desarrollar la actividad. La primera institución que se instaló fue la Dia Foundation, y la siguieron las mejores galerías de EE UU. De nuevo el lujo está invadiendo la zona y va a suceder lo mismo que sucedió en el Soho.